# Honolulu
För Harpos sång med samma namn, se Honolulu (sång)

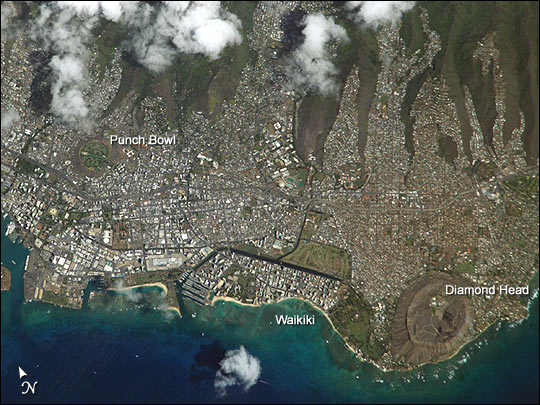
En satellitbild över Honolulu.

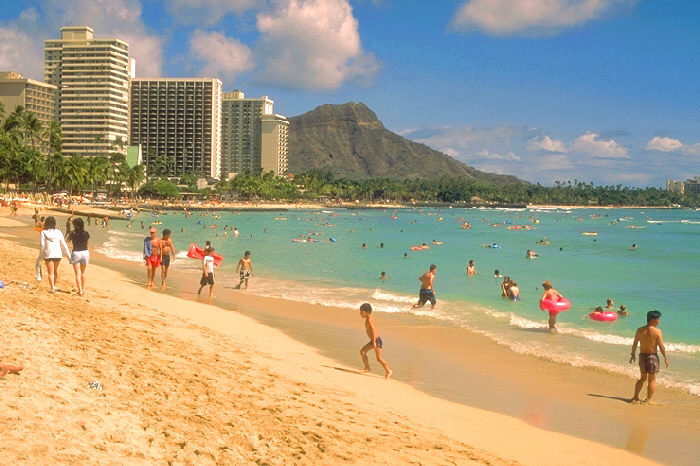
Waikīkī Beach.

Honolulu är huvudstad och största stad i den amerikanska delstaten och ögruppen Hawaii, belägen på ön Oahu i Stilla havet. Staden har en yta av 222 kvadratkilometer. Befolkningen uppgår till 909 863 invånare. 
Honolulu betyder skyddad vik eller skyddad plats.

## Historia
Se även Hawaiis historia
Det är inte känt när de första invandrarna kom till Oahu men de första kända var polynesier. Hawaii var ett eget styrt kungadöme innan USA störtade kungahuset 1893. Det kungliga palatset finns fortfarande kvar i Honolulu.
Öarnas strategiska position i Stilla Havet mynnade ut i en strid mellan USA och Japan under 2:a världskriget. Japan ansåg sig äga rätt till att annektera såväl Hawaii som andra öar i Stilla Havet. Striderna inleddes med det japanska anfallet av marinbasen i Pearl Harbor utanför Honolulu 7 december 1941.
Sedan 1959 är Hawaii en delstat i USA. Under senare delen av 1900-talet har turismen till öarna ökat kraftigt och i synnerhet till Honolulu och Waikiki.
Ett svenskt konsulat upprättades sommaren 1852 i Honolulu och existerar där alltjämt (2021).  Det var ett vicekonsulat 1922-1962.  Den förste konsuln var i Bremen födde affärsmannen Heinrich (Henry) Hackfel(d)t, född 24 augusti 1816, död 20 oktober 1887.

## Klimat
Honolulu har ett tropiskt savann-klimat med varma temperaturer, relativt liten nederbörd och låg luftfuktighet året om.
På sommaren är temperaturerna omkring 31-32 °C dagtid och 22-24 °C under natten.
Resten av året ligger temperaturerna på 27-30 dagtid och 18-20 °C under natten.
Årsnederbörden är omkring 450 mm; somrarna är torrare än resten av året.
Normala temperaturer och nederbörd i Honolulu:
|                                            | Jan | Feb | Mar | Apr | Maj | Jun | Jul | Aug | Sep | Okt | Nov | Dec |
| ------------------------------------------ | --- | --- | --- | --- | --- | --- | --- | --- | --- | --- | --- | --- |
| Normaldygnets maximitemperaturs medelvärde | 27  | 27  | 28  | 28  | 29  | 31  | 31  | 32  | 32  | 31  | 29  | 28  |
| Normaldygnets minimitemperaturs medelvärde | 19  | 19  | 20  | 21  | 22  | 23  | 24  | 24  | 24  | 23  | 22  | 20  |
|                                            |     |     |     |     |     |     |     |     |     |     |     |     |
| Nederbörd                                  | 84  | 76  | 51  | 41  | 16  | 7   | 13  | 14  | 18  | 72  | 61  | 82  |

| Diagram | temperaturer i °C • månadsnederbörd i mm | temperaturer i °C • månadsnederbörd i mm | temperaturer i °C • månadsnederbörd i mm | temperaturer i °C • månadsnederbörd i mm | temperaturer i °C • månadsnederbörd i mm | temperaturer i °C • månadsnederbörd i mm | temperaturer i °C • månadsnederbörd i mm | temperaturer i °C • månadsnederbörd i mm | temperaturer i °C • månadsnederbörd i mm | temperaturer i °C • månadsnederbörd i mm | temperaturer i °C • månadsnederbörd i mm | temperaturer i °C • månadsnederbörd i mm |
|         | 84 27 19                                 | 76 27 19                                 | 51 28 20                                 | 41 28 21                                 | 16 29 22                                 | 7 31 23                                  | 13 31 24                                 | 14 32 24                                 | 18 32 24                                 | 72 31 23                                 | 61 29 22                                 | 82 28 20                                 |

| Jan   | Feb   | Mar   | Apr   | Maj   | Jun   | Jul   | Aug   | Sep   | Okt   | Nov   | Dec   |
| ----- | ----- | ----- | ----- | ----- | ----- | ----- | ----- | ----- | ----- | ----- | ----- |
| 25 °C | 24 °C | 24 °C | 25 °C | 25 °C | 26 °C | 26 °C | 26 °C | 27 °C | 26 °C | 26 °C | 25 °C |

Havstemperaturen är väldigt stabil och det skiljer endast 3 °C mellan den kallaste temperaturen 24 °C under vintern och den varmaste temperaturen 27 °C under september.

## Geografi
Staden är belägen på ön Oahu som är en av de öar som ingår i den amerikanska delstaten Hawaii.

### Andra städer inom samma latitud
- Mecka, Saudiarabien
- Cancún, Mexiko
- Hanoi, Vietnam

## Kommunikationer
Honolulu är med sin stora internationella flygplats, Honolulu International Airport, den viktigaste knutpunkten i Hawaii. Honolulu trafikeras med flyg direkt från många amerikanska städer såsom Los Angeles, San Francisco och New York. Dessutom går det direktflyg till Japan och Australien från flygplatsen.
Hamnen i Honolulu är en viktig container- och oljehamn men även en livlig kryssningshamn.
Honolulu har en bra kollektivtrafik bestående av bussar som opererar över hela Oahu kallat "The Bus".

## Turism

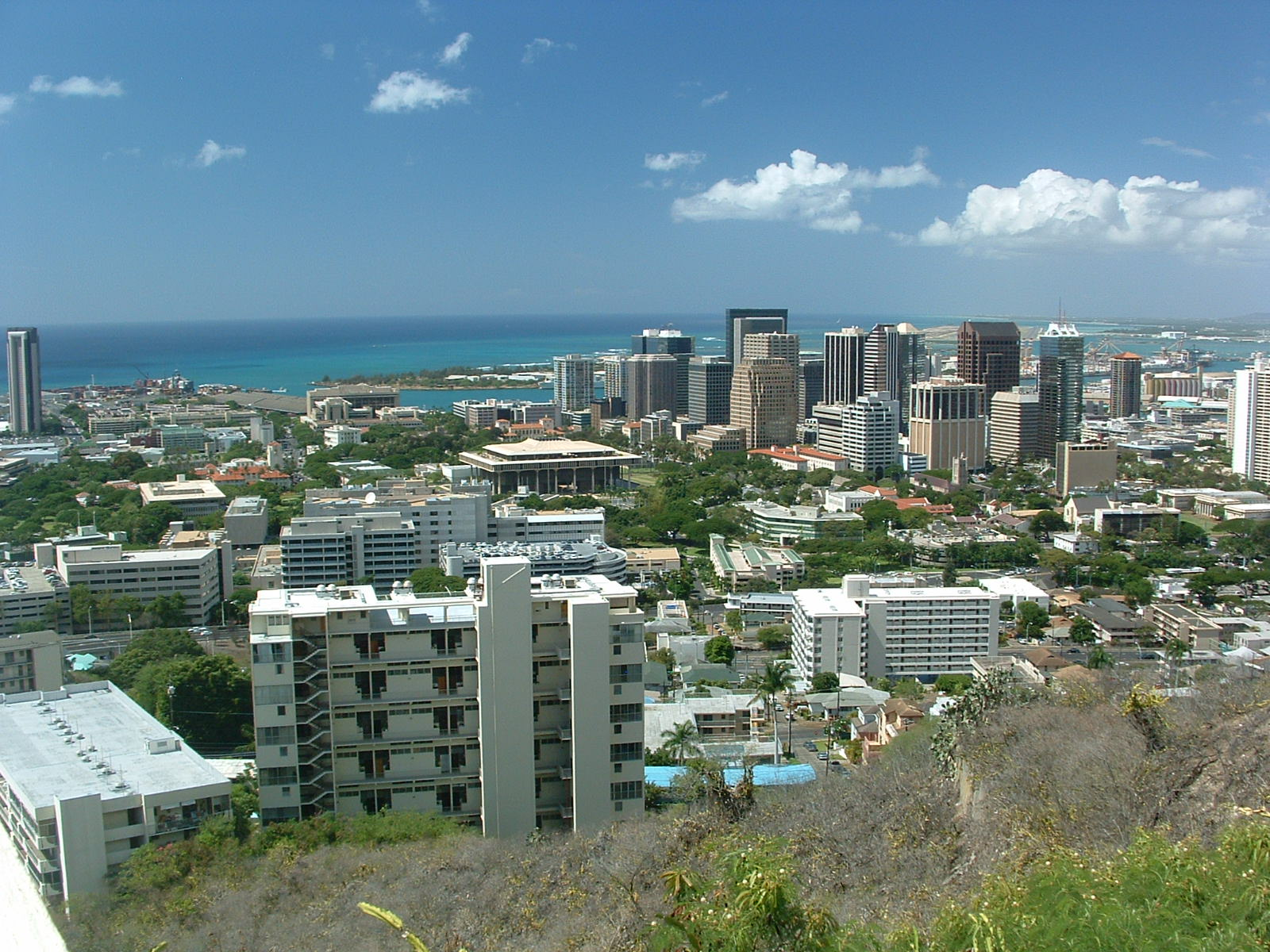
Honolulu.

En betydande näring för Honolulu och ön Oahu är turismen. Många turister besöker varje år de stora turistmålen i och omkring Honolulu som Pearl Harbor, Diamond Head och Waikiki. I Honolulu finns även La Ronde, den första roterande restaurangen i Nordamerika.
Många surfare åker till Honolulu för att surfa och många dykare åker också dit för att dyka i de kända korallreven.

## Kända personer från Honolulu
- Bruno Mars, sångare, musikproducent, dansare
- Israel Kamakawiwoʻole, ukulelespelare, sångare och låtskrivare
- Yvonne Elliman, amerikansk sångerska, musiker och skådespelare
- Nicole Kidman, australisk skådespelare
- Bette Midler, skådespelare, sångerska och komiker
- Barack Obama, USA:s 44:e president

## Vänorter
Honolulu har 26 vänorter:
- Baguio, Filippinerna, sedan 1995
- Baku, Azerbajdzjan, sedan 1998
- Bombay, Indien, sedan 1970
- Bruyères, Frankrike, sedan 1960
- Caracas, Venezuela, sedan 1999
- Cebu City, Filippinerna, 1990
- Funchal, Portugal, sedan 1979
- Hainan-ön, Kina, sedan 1985
- Hiroshima, Japan, sedan 1959
- Huế, Vietnam, sedan 1995
- Incheon, Sydkorea, sedan 2003
- Kaohsiung, Taiwan, sedan 1962
- Laoag City, Filippinerna, sedan 1969
- Majuro, Marshallöarna, sedan 2009
- Manila, Filippinerna, sedan 1980
- Mombasa, Kenya, sedan 2000
- Naha, Japan, sedan 1960
- Qinhuangdao, Kina, sedan 2010
- Rabat, Marocko, sedan 2007
- San Juan, Puerto Rico, sedan 1985
- Seoul, Sydkorea, sedan 1973
- Sintra, Portugal, sedan 1998
- Tokyo, Japan, sedan 1960
- Uwajima, Japan, sedan 2004
- Vigan, Filippinerna, sedan 2003
- Zhongshan, Kina, sedan 1997